# 约翰·佐纳拉斯
约翰·佐纳拉斯（希臘語：Ἰωάννης Ζωναρᾶς）拜占庭帝国历史学家、神学家，君士坦丁堡人，曾在皇帝阿莱克修斯一世统治时期任职。阿莱克修斯一世死后，佐纳拉斯进入修道院并以写书的方式渡过余生，所写著作涉及阿拉伯－拜占庭战争。